# Pregrijač
Pregrijač pare je uređaj koji pretvara zasićenu u pregrijanu paru, a koristi se za proizvodnju električne energije ili za termodinamičke procese. Pregrijači pare su bili ugrađivani u lokomotive, vozila na paru i u stacionarne parne turbine od početka 20. stoljeća. U današnje vrijeme su važan dio energetskih postrojenja po cijelom svijetu.
Zasićenoj pari se dovodi toplina pri konstantnom tlaku, tako da je konačna temperatura veća od temperature zasićenja. Nakon što se to dogodi, para se nalazi u pregrijanom području i zove se pregrijana para.
U slučaju vodene pare tlaka od 1,013 bara je para pregrijana kada joj je temperatura veća od temperatura zasićenja, koja za ovaj tlak iznosi 100 °C.
Radni strojevi kao što su parne turbine ili parni strojevi imaju pregrijač kako bi im se povećao toplinski stupanj djelovanja i kako bi se spriječilo oštećenje lopatica turbine kondenziranim kapljicama vode. Za bolji toplinski stupanj djelovanja se kod postrojenja s visokim tlakom koristi i međupregrijač pare. On radi na principu da para prvo ulazi u visokotlačnu turbinu, njena izlazna entalpija tada odgovara zasićenoj pari, a nakon toga ta zasićena para ulazi u međupregrijač pare pa u niskotlačnu turbinu. Pregrijači se mogu razlikovati u veličini od nekoliko metara do nekoliko stotina metara.
Razlikujemo dvije vrste pregrijača:
1. Pregrijač koji funkcionira na principu zračenja
2. Konvekcijski pregrijač
Kod grijanja vode imamo pregrijače koji su odvojeni od kotla. Tada govorimo o cijevima koje leže u jednoj ravnini, ali su savijene za 180°. Te ravnine u kojima leže cijevi su zatim okomito poslagane. Razmaci između tih cijevi su proračunati tako da je odlaganje korozije i nečistoća između cijevi minimizirano. Ne samo kod ovih pregrijača nego općenito kod pregrijača, nastanak korozije ometa i prolaz topline i tako smanjuje termički stupanj djelovanja.
U toplinskim postrojenjima, ovisno o vrsti goriva i veličini postrojenja, temperature pregrijane pare variraju od 420°C do 570°C. Razvoj ide u smjeru da se kod velikih termopostrojenja dosegne temperatura od +600°C. Taj razvoj se odvija jako sporo jer je izdržljivost materijala pri tim temperaturama i tlakovima (oko 250 bara) još uvijek predmet istraživanja.

## Pregrijači u lokomotivama
Kod kasnije razvijenih lokomotiva su se koristili pregrijači s U-oblikom cijevi kroz koje je para strujala. Te cijevi U-oblika su ulazile u šire cijevi kroz koje su strujali dimni plinovi. Zbog takve konstrukcije pregrijana para u cijevima ima temperaturu od 300°C do 400°C.  Takav pregrijač pare je snižavao potrošnju ugljena za 20% i potrošnju vode za oko 45%.

### Povijest
Prvi praktični pregrijač pare je bio razvijen u Njemačkoj od Wilhelma Schmidta u 80-tim godinama 19. stoljeća. Prednosti tog pregrijača pare je predstavio D.E. Marsh u Velikoj Britaniji. Nova poboljšanja su izveli Robert Wallace Urie i Richard Maunsell, te ih primijenili na lokomotive .

## Prednosti i nedostaci
Glavna prednost korištenja pregrijača je smanjene potrošnje goriva i vode, ali se povećavaju troškovi održavanja. U većini slučajeva prednosti su veće nego nedostaci tako da su pregrijači rasprostranjeni svuda po svijetu.
Bez pravilnog održanja pregrijači mogu postati jako opasni. Kod lokomotiva, u cijevima s U-oblikom unutar pregrijača pare može doći do eksplozije. Puknuće uzrokuje da pregrijana para visokog tlaka struji u veće cijevi, zatim natrag u vatru, a iz toga u cijev, što može dovesti ljude na lokomotivi u veliku opasnost.